# Фирвальдштетское озеро
Фирвальдште́тское озеро (Люцернское озеро; нем. Vierwaldstättersee) — озеро в центральной части Швейцарии. Площадь поверхности — 113,8 км². Наибольшая глубина 214 м. Высота над уровнем моря — 434 м. Береговая линия — 115 км.

## География
У берегов озера расположены известные горы Пилат и Риги. Озеро состоит из четырёх частей, соединённых узкими проливами. Котловина озера была образована древними ледниками.

## Гидрология
Озеро является проточным, через него протекает река Ройс. Летом уровень воды в озере повышается (в среднем на 0,8-1,0 м) из-за таяния горных ледников. Вода в озере прозрачная, голубого цвета. Летом вода прогревается до 18-20 градусов.

## Название
Название нем. Vierwaldstättersee переводится как «озеро четырёх лесных кантонов» и связано с тем, что в прошлом на берегах озера было расположено четыре кантона: Ури, Швиц, Унтервальден и Люцерн. Позднее кантон Унтервальден был разделён на два полукантона (Обвальден и Нидвальден), но название озера не изменилось.

## Населённые пункты
- Люцерн[5]

Западный берег
- Зедорф
- Бауэн
- Зелисберг
- Трайб (часть коммуны Зелисберг)
- Беккенрид
- Буокс
- Эннетбюрген
- Штанштад
- Хергинсвиль
- Кастаниенбаум, часть коммуны Хорв
- Санкт-Никлаусен, входит в состав коммуны Кернс

Восточный берег
- Флюэлен
- Зизикон
- Бруннен
- Герзау
- Вицнау
- Веггис
- Хертенштайн, входит в состав коммуны Веггис
- Греппен
- Кюснахт-ам-Риги
- Мерлишахен
- Мегген

## Культурная история
Окрестности Фирвальдштетского озера — колыбель Швейцарии. Здесь расположены три первых кантона Швейцарии — Ури, Швиц и Унтервальден. Союз трёх кантонов был заключён 1 августа 1291 года на лугу Рютли у берега озера (Клятва Рютли).
Российский художник Михаил Спиридонович Эрасси за виды озера четырёх лесных кантонов, Женевского озера и Рейхенбахского водопада получил звание профессора Санкт-Петербургской Императорской Академии художеств.

## Судоходство
Озеро судоходно, регулярные пассажирские перевозки осуществляются пароходством Schifffahrtsgesellschaft des Vierwaldstättersees. В состав его флота входят пять колёсных пароходов, построенных в начале XX века, и пятнадцать более современных теплоходов. Кроме регулярных рейсов, Schifffahrtsgesellschaft des Vierwaldstättersees осуществляет водные прогулки-круизы. На озере действует также несколько небольших фирм, проводящих водные прогулки.
На озере действует одна автомобильная паромная переправа, между Беккенридом и Герзау. Организация-оператор парома — Autofähre Beckenried-Gersau